# Condado de Alastaya
El condado de Alastaya es un título nobiliario español creado mediante Real Cédula Auxiliatoria de dicho título el 28 de mayo de 1772 para una importante familia criolla de Moquegua.

## Condes de Alastaya
- I conde de Alastaya, Ignacio Nieto y Roa[1] (Moquegua, 1769-1775), por Carta de 10 de octubre de 1769. Sin descendencia, le sucede su hermano;
- II conde de Alastaya, Antonio Nieto y Roa (Moquegua, 1775-1803), casado con Nicolasa Nieto y Fernández-Maldonado, le sucedió su hija;
- III condesa de Alastaya, María Gregoria Nieto y Nieto (Moquegua, 1803-1844), con carta de sucesión en el título del 3 de septiembre de 1806,[1] casada con Ramón de Roxas y Orueta, con sucesión. A su muerte el título quedó en suspenso;
- IV conde de Alastaya, Carlos Yrigoyen von der Heyde (Lima, 1982-1994), rehabilitado en 1982, casado con Blanca Elejalde Estensoro, le sucedió su hijo;
- V conde de Alastaya, Alejandro Yrigoyen Elejalde,[2] por Orden de 19 de septiembre de 1995, por la que se manda expedir Real Carta de Sucesión en este título a su favor, su título fue revocado en 2008 y concedido a un descendiente de la hermana de la tercera condesa;
- VI conde de Alastaya, Hutton José Wilkinson Tejada,[3] por Orden JUS/3344/2008, de 22 de octubre, por la que se manda expedir Real Carta de Sucesión en este título a su favor.